# Richard Gynge
Richard Gynge (* 1. Februar 1987 in Tyresö) ist ein schwedischer Eishockeyspieler, der seit Juli 2019 erneut bei Växjö Lakers Hockey in der Svenska Hockeyligan unter Vertrag steht.

## Karriere
Richard Gynge begann seine Karriere als Eishockeyspieler in der Nachwuchsabteilung von Hammarby Hockey, für dessen Profimannschaft er in der Saison 2005/06 sein Debüt in der HockeyAllsvenskan, der zweiten schwedischen Spielklasse, gab. In den folgenden beiden Jahren stand der Flügelspieler bei Brynäs IF unter Vertrag, für das er jedoch nur zu vier Einsätzen in der Elitserien kam, während er parallel als Leihspieler für Nybro Vikings IF, VIK Västerås HK und IK Oskarshamn in der HockeyAllsvenskan auflief. Für Oskarshamn stand er auch in der Saison 2008/09 auf dem Eis. Zur Saison 2009/10 wechselte der Rechtsschütze innerhalb der HockeyAllsvenskan zu AIK Solna, mit dem er auf Anhieb in die Elitserien aufstieg. Dort konnte er sich in den folgenden beiden Jahren zum Führungsspieler entwickeln.
Zur Saison 2012/13 wurde Gynge vom HK Dynamo Moskau aus der Kontinentalen Hockey-Liga verpflichtet. Anfang Januar 2013 wechselte er innerhalb der KHL zum HC Lev Prag, ehe er im Mai 2013 zu Dynamo zurückkehrte. Während des Expansion Draft am 17. Juni 2013 wurde Gynge von Admiral Wladiwostok ausgewählt. In den folgenden zwei Jahren absolvierte Gynge über 100 KHL-Partien für Admiral, ehe er zur Saison 2015/16 nach Schweden zurückkehrte und von Växjö Lakers Hockey verpflichtet wurde.
Im Mai 2017 wurde Gynge von Kunlun Red Star verpflichtet. Unter anderem aufgrund dieser Verpflichtung wurde wenige Wochen später der General Manager von Kunlun Red Star, Kretschin, entlassen und Mike Keenan übernahm dessen Posten. Keenan sortierte Gynge noch vor Saisonbeginn aus, Anfang September 2017 wurde er dann im Tausch gegen Gilbert Brulé  an den HK Traktor Tscheljabinsk abgegeben.
Nach zwei Spielzeiten für Traktor Tscheljabinsk kehrte Gynge im Juli 2019 zu den Växjö Lakers zurück.

## Erfolge und Auszeichnungen
- 2010 Aufstieg in die Elitserien mit AIK Solna
- 2012 Håkan Loob Trophy
- 2016 KHL-Stürmer des Monats Dezember

## Karrierestatistik
(Legende zur Spielerstatistik: Sp oder GP = absolvierte Spiele; T oder G = erzielte Tore; V oder A = erzielte Assists; Pkt oder Pts = erzielte Scorerpunkte; SM oder PIM = erhaltene Strafminuten; +/− = Plus/Minus-Bilanz; PP = erzielte Überzahltore; SH = erzielte Unterzahltore; GW = erzielte Siegtore; 1 Play-downs/Relegation; Kursiv: Statistik nicht vollständig)